# エロマンガ表現史
『エロマンガ表現史』（エロマンガひょうげんし）は、稀見理都による2017年の書籍。

## 大要
この書籍では、日本のエロマンガと呼ばれる成人向け漫画で使用されるデフォルメ表現について考察している。おっぱい、オノマトペ、性交断面図、触手責め、アヘ顔、また日本特有の検閲について各章で特集している。その他、エロマンガ家である新堂エルのインタビューや、女性の視点から見たエロマンガについての座談会などが収録されている。
章立ては「おっぱい表現」の変遷史、「乳首残像」の誕生と拡散、「触手」の発明、「断面図」の進化史、「アヘ顔」の系譜、「くぱぁ、らめぇ」の音響史、性器修正の苦闘史、海外から見た日本エロマンガ表現の8章。
著者の稀見理都は苦労した点としてエロ漫画とされる漫画作品のバックナンバーが、国会図書館になく、古書店で買い集めなければならなかったことを挙げている。収集したスキャンデータは20TB（テラバイト）ほどで、それでも全体の3分の1ほどの量だという。

## イベント
2017年11月13日に阿佐ヶ谷ロフトAで本書の刊行イベントが開催された。

## 反応
2018年3月30日、『エロマンガ表現史』は他の3冊と共に北海道で有害図書指定を受け、道内での18歳未満への販売が禁止された。この措置には批判が集まり、発行元の太田出版は措置について「違和感」を表明し、10月11日に日本マンガ学会は研究への委縮を懸念して指定への反対声明を出した。参議院議員の山田太郎はTwitterに指定を懸念するコメントを投稿し、ジェイ・キャストの取材に対して「実物も読んだが、指定は行き過ぎと感じる」と述べた。ハフポストの取材に対して、北海道庁は指定について「本の価値自体を否定するものではない」とコメントしている。
朝日新聞が北海道に本件の審議会の議事録を情報公開請求した所、審議会は、所管の文書管理規程に違反して議事録を残していなかったことが判明した。この事象に対して、識者から疑問の声が上げられている。